# Маха бинт Мишари Аль Сауд
Маха бинт Мишари Аль Сауд (араб. مها بنت مشاري آل سعود‎) — саудовская принцесса и врач, специализирующаяся по внутренним заболеваниям.

## Биография
Дочь принца Мишари ибн Абдул-Азиза Аль Сауда и его супруги, сирийки по происхождению. Получила среднее образование в Бейруте и Эр-Рияде, а затем поступила в Медицинский колледж при университете короля Сауда, который закончила в 1986 году, получив степень бакалавра хирургии.
В 1993 году Маха бинт Мишари закончила ординатуру по внутренней медицине в Университетской больнице Джорджа Вашингтона.
Через год, в 1994 году она получила сертификат по внутренним болезням.
С 1995 года Маха бинт Мишари работает в Специализированной больнице и исследовательском центре имени короля Фейсала в качестве консультанта по терапии и старшим научным сотрудником. Помимо этого она является доцентом медицины в Медицинском колледже при университете короля Фейсала, в качестве которого добилась приёма женщин в университет.
С 2015 по 2019 годы Маха бинт Мишари возглавляла отделение в Американском колледже врачей, а также входила в международный совет колледжа.